# Strophaeus pentodon
Strophaeus pentodon är en spindelart som först beskrevs av Simon 1892.  Strophaeus pentodon ingår i släktet Strophaeus och familjen Barychelidae. Inga underarter finns listade i Catalogue of Life.